# Ivan Macut
Ivan Macut (Vukovar, 3. listopada 1981.), hrvatski filozof, teolog i esejist, katolički svećenik i redovnik franjevac

## Životopis
Rođen je 3. listopada 1981. u Vukovaru, gdje je započeo osnovnu školu, koju je potom pohađao u Imotskom te u Sinju, gdje je završio Franjevačku klasičnu gimnaziju. Filozofsko-teološki studij završio je na Katoličkom bogoslovnom fakultetu u Splitu. Godine 2009. započeo je poslijediplomski studij iz međureligijskog dijaloga i ekumenske teologije u Rimu te je 24. lipnja 2011. god. Na Papinskom sveučilištu Lateran postigao akademski stupanj licencijata, a 29. svibnja 2013. na Papinskom sveučilištu Antonianumu obranio je doktorski rad u ekumenskoj teologiji. Godine 2015. na Filozofskom fakultetu Sveučilišta u Splitu obranio je doktorski rad pod naslovom Filozofija u Nezavisnoj Državi Hrvatskoj.Područja kojim se posebno bavi jesu: hrvatska filozofija 19. i 20. stoljeća, teologija religija, ekumenska teologija i scijentologija. Uz teološke članke i eseje piše i meditacije, razmatranja,  duhovna razmišljanja i propovijedi.
Svečane je zavjete položio 10. rujna 2006., a za svećenika Franjevačke provincije Presvetog Otkupitelja zaređen je 24. lipnja 2007. god. Pastoralno je djelovao kao đakon i kao župni vikar tri godine u Župi sv. Franje u Imotskom, te je bio i na službi dušobrižnika u Hrvatskoj katoličkoj misiji u Berlinu. 14. veljače 2019. godine izabran je u znanstveno-nastavno zvanje docenta (Katedra ekumenskog bogoslovlja). Od akademske godine 2019./2020. pročelnik je katedre ekumenskog bogoslovlja na Katoličkom bogoslovnom fakultetu Sveučilišta u Splitu.
Urednik Službe Božje i Početaka.

## Djela
Popis djela:
1. Il pensiero ecumenico di Oscar Cullmann. Indagine sulla sua opera teologica, Roma, 2013.
2. Vodič kroz sakrament pokore i pomirenja, Franjevački samostan, Imotski, 2014.
3. Marija – naša majka. Propovijedi i razmišljanja o Blaženoj Djevici Mariji, Glas Koncila, Zagreb, 2014.
4. Jedno u Kristu. Ekumenska promišljanja i konkretni pastoralni poticaji, Kršćanska sadašnjost, Zagreb, 2015.
5. Scijentološka „Crkva“, Glas Koncila, Zagreb 2015.
6. Ekumenizam pape Franje, Kršćanska sadašnjost, Zagreb, 2015.
7. Suvremeni ekumenski pokret – Svjetske konferencije (1910. – 2013.). Pokret za život i djelovanje – Pokret za vjeru i ustrojstvo Crkve – Ekumensko vijeće crkava, Glas Koncila, Zagreb, 2017.
8. Petar Grabić. Nova revija – vjeri i nauci, Služba Božja, Split, 2018. (u suautorstvu s Petar Macut)
9. Filozofija u Nezavisnoj Državi Hrvatskoj, Školska knjiga, Zagreb, 2018.
10. Hrvatska filozofija od obnove Zagrebačkog sveučilišta 1874. do osnutka Nezavisne Države Hrvatske 1941., Služba Božja, Split, 2018.
11. Mate Zoričić, Služba Božja, Split, 2019. (u suautorstvu s Jakov Udovičić)
12. Katolička Crkva i suvremeni ekumenski pokret, Glas koncila, Zagreb, 2019.
13. Martin Luther, Magnificat – Veliča. Uvodna studija i prijevod komentara Ivan Macut – Dinko Aračić, Služba Božja, Split, 2019.
14. Asirska Crkva Istoka. Povijest – doktrina – ekumenizam s Katoličkom Crkvom, Kršćanska sadašnjost, Zagreb, 2020.
15. Hrvatska filozofija od sloma Nezavisne Države Hrvatske 1945. do raspada Socijalističke Federativne Republike Jugoslavije 1991. godine, Služba Božja, Split, 2020.